# Xot becgroc
El xot becgroc (Otus icterorhynchus) és una espècie d'ocell de la família dels estrígids (Strigidae). Habita la selva humida d'Àfrica Occidental i Central al nord-est de Libèria, Costa d'Ivori, sud de Ghana, sud de Camerun i Zaire. El seu estat de conservació es considera de risc mínim.